# Exocentrus bremeri
Exocentrus bremeri är en skalbaggsart som först beskrevs av Stefan von Breuning 1982.  Exocentrus bremeri ingår i släktet Exocentrus och familjen långhorningar.
Artens utbredningsområde är Kenya. Inga underarter finns listade i Catalogue of Life.